# 鄯善郡
鄯善郡，中国隋朝时设置的郡。
大业五年（609年）置，治所在鄯善城（今新疆维吾尔自治区若羌县）。辖境相当今阿尔金山脉以北、库鲁克塔格山脉以南、塔里木盆地东部地区。隋朝末年降为镇。 